# Alexei Krîlov
Alexei Nicolaevici Krîlov (în rusă Алексей Николаевич Крылов) (15 august S.V. 3 august 1863 – 26 octombrie 1945) a fost un inginer naval, matematician și memorialist de origine rusă.
Krîlov a scris aproximativ 300 de lucrări științifice și cărți, ce cuprind diverse domenii ale  tehnicii: construcții navale, magnetism, hidrodinamică, artilerie, matematică, geodezie.  
În anul 1931, Krîlov a publicat o cercetare matematică, cunoscută în prezent sub denumirea de subspații Krîlov. Lucrarea tratează probleme de aflare a valorilor proprii ale unei matrice, respectiv a vectorilor proprii și prezintă metode de calcul ale coeficienților  polinomului caracteristic asociat unei matrici. El s-a preocupat de elaborarea unor tehnici de calcul eficiente, metoda rezultată fiind încă utilizată pe scară largă. Ulterior, s-au dezvoltat o serie de metode numerice iterative îmbunătățite pentru rezolvarea problemelor legate valorile proprii ale unei matrici, metode bazate pe ideile lui Krylov: Arnoldi, Lanczos, GMRES, MINRES, etc.
Craterul selenar Krîlov este astfel numit după omul de știință rus.

## Biografie
S-a născut în familia unui ofițer de artilerie într-un sat din gubernia Simbirsk.
În 1878 intră la Colegiul Naval și termină studiile în 1884, remarcându-se prin rezultate deosebite.
Aici efectuează primele studii științifice sub îndrumarea lui Ivan de Collong despre deviația busolei.
Studiul busolei și al girocompasului l-a preocupat întreagă viață, fiind primul care a creat o teorie completă despre girocompas.
După câțiva ani petrecuți la Administrația Hidrografică Centrală și la o uzină de construcții navale ruso-franceză, în 1888 își continuă studiile la Academia Navală de la Sankt Petersburg.
Se dovedește a fi un student strălucit, iar după absolvire, în 1890, intră în învățământ.
În anii imediat următori devine celebru în întreaga lume prin elaborarea unei teorii a oscilației navelor, care extindea rezultatele cercetărilor inginerului naval englez William Froude.
În 1898 i se acordă Medalia de Aur din partea Institutului Regal de Arhitectură Navală (Royal Institution of Naval Architects) și este prima dată când acest premiu este acordat unei persoane din străinătate.
Mai creează o teorie a tangajului și ruliului navelor și propune în premieră ideea realizării unui dispozitiv care să amortizeze aceste mișcări și care să aibă la bază giroscopul.
În 1941 a primit Premiul Stalin. 